# 金布里爾 (阿拉巴馬州)
金布里爾（英語：Kimbrell）是一個位於美國阿拉巴馬州傑佛遜縣的非建制地區。該地的面積和人口皆未知。

## 地理
金布里爾的座標為33°16′34″N 87°04′02″W / 33.27611°N 87.06722°W，而該地的平均海拔高度為146米（即479英尺）。